# Robert Fourer
Robert Fourer (nacido el 2 de septiembre de 1950) es un científico que trabaja en el área de investigación de operaciones y la ciencia administrativa. Actualmente es presidente de AMPL Optimization, Inc y es profesor emérito de ingeniería industrial y ciencias administrativas en la Universidad Northwestern . Robert Fourer es reconocido por ser codiseñador del popular lenguaje de modelado para programación matemática llamado AMPL.
En compañía con David M. Gay y Brian Kernighan, recibió el Premio ORSA/CSTS de 1993 de la Sección Técnica de Ciencias de la Computación de la otrora Sociedad de Investigación de Operaciones de América (ORSA, ahora INFORMS), por publicaciones sobre el diseño de sistemas de programación matemática y el lenguaje de modelado AMPL. Robert Fourer también recibió la Beca Guggenheim de Ciencias Naturales en 2002. Fue elegido miembro de la clase de 2004 de Fellows del Instituto de Investigación de Operaciones y Ciencias de la Administración .
Antes de la invención de AMPL, una serie de artículos de Fourer ampliaron el algoritmo Simplex para permitir que el objetivo sea convexo, separable por partes y lineal . También trabajó con Sanjay Mehrotra para resolver sistemas de programación lineal indefinidos utilizando un método de punto interior que era más estable numéricamente que otros métodos propuestos anteriormente.

## Puclicaciones
AMPL: un lenguaje de modelado para programación matemática, 2ª ed. (2003 con David Gay y Brian Kernighan )